# Neftejugansk

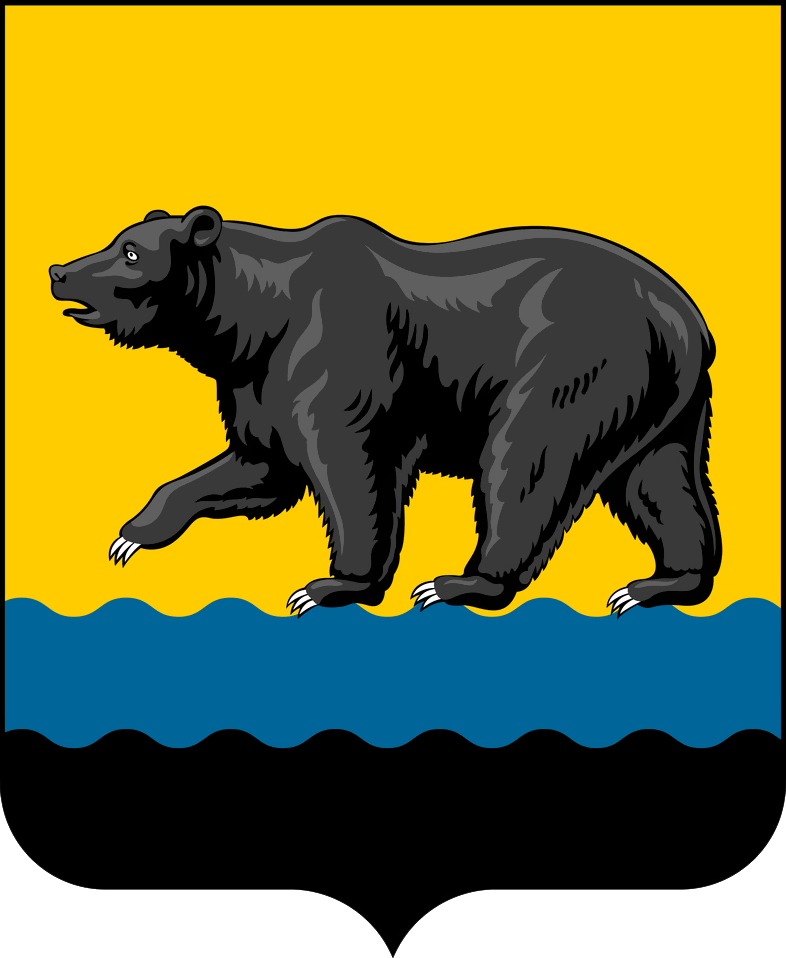
Stadens vapen.

Neftejugansk (ryska: Нефтеюга́нск) är en stad i det autonoma okruget Chantien-Mansien, som är beläget i Tiumen oblast i Ryssland. Staden hade 125 368 invånare i början av 2015. Stadens namn kommer av Jugansk, det chantiska namnet på en närliggande flod, samt det ryska ordet för olja. Staden grundades den 16 oktober 1967.